# Dietsche Arbeiderspartij
De Dietsche Arbeiderspartij  (DAP) was een Belgische Groot-Nederlandse, nationaalsocialistische politieke partij in Antwerpen.

## Historiek
De partij had zijn wortels in het in 1937 door Aloïs Goossens, Willem Wuyts en Van Berlaer opgerichte Vrienden van het Nieuwe Duitschland (VVND). Door middel van deze vriendengroep was de partij nauw verbonden met andere kleine groepen, waaronder de Vlaamsche Arbeiderspartij en de Nationaal-Socialistische Vlaamsche Arbeiderspartij (NSVAP). Al deze partijen zouden door middel van de dekmantelorganisatie De Adelaar door Herman Van Puymbrouck gepatroneerd zijn. De DAP werd opgericht in 1938 met als doel de stichting van een nationaalsocialistische staat voor de Dietsch-Germaansche natie. Ze pleitte hierbij om de taalgrens als staats- en volksgrens te nemen. De partij sprak zich uit tegen andere groepen, waaronder het Verdinaso en het VNV, die zogezegd compromissen stelden met de Belgische staat. Ze sprak zich voorts ook sterk uit ten overstaan van de Joodse gemeenschap, het marxisme, het kapitalisme, het liberalisme en de democratie in het algemeen. Omstreeks 1940, tijdens de Duitse bezetting, verdween de partij.
De partij gaf het maandblad Dietsche Tijdingen uit, op 15 maart 1939 werd het hernoemd naar Gjallarhoorn.
Onder meer Bert Van Boghout was actief in deze partij.